# Vlksice
Vlksice jsou obec v okrese Písek v Jihočeském kraji. Žije zde 147 obyvatel.

## Historie
První písemná zmínka o obci pochází z roku 1291. Až do tohoto roku patřily Vlksice k sepekovskému panství. V tomto roce připadly pražskému biskupu Tobiáši z Bechyně. V následujících stoletích byl držitelem vesnice rod vladyků z Vlksic. V Muzeu v Praze je uchováno mosazné pečetidlo a otisku pečetě z roku 1388. Rytíři z Vlksic měli ve znaku dva bůvolí rohy. Kolem erbu měli nápis: „S. Joannis de Wlksitz“. V roce 1359 bylo vyprošeno odpuštění hříchů pro Čajchana z Vlksic. Poté byl lovčím krále Václava IV. Čáslav z Vlksic. Ondřej z Vlksic se připomíná 1396.
Za husitských válek se připomínají při prodeji bratři Václav a Jan z Vlksic. Jan z Vlksic byl později purkrabím na hradě Helfenburku do roku 1475. V roce 1486 náležely Vlksice Dorotě z Křenového a po jejím úmrtí v tomto roce připadl tento majetek králi. Novým majitelem vsi se stal Jošt z Pruku. Ten přikoupil několik dalších statků v okolí. V roce 1497 koupil Jan z Hodějova od Zevalda Tetoura z Tetova vlksickou tvrz s dvorem a krom Vlksic přikoupil i okolní Větrov a Klokočov. V roce 1500 byl tento majetek rozdělený mezi tři bratry – Mikuláše, Jindřicha a Jana z Hodějova, Vlksice obdržel Mikuláš z Hodějova. Držitelem panství v roce 1510 byl první manžel Markéty z Hodějova Šlejbor z Tisové. V roce 1520 její druhý manžel Bedřich Vlček z Tetova. V závěti připadl její majetek jejím dětem. Ti mezi sebou učinili v roce 1538 dohodu, že vlksické panství s dvorem, s krčmou a s mlýnem připadne Janovi mladšímu, který vyplatí ostatní. Jan odkázal roku 1542 vše Johance Čábelické. Po ní připadla ves Elišce z Tetova. V roce 1546 byl majitelem Bohuslav Tetour z Tetova, který v roce 1548 přikoupil Dobřemilice a připojil je k vlksickému panství.
V roce 1554 byl úmyslně zapálený dvůr, ovčín a stodola i s uskladněnou úrodou. Žhářem byl člověk z nedalekého Nosetína, který byl již jednou uvězněný pro loupežnou vraždu a na přímluvu byl propuštěný. Po jeho opakovaném dopadení byl popravený v Táboře. Po smrti pana Bohuslava si jeho synové Jan a Karel v roce 1567 rozdělili majetek. Jan převzal ves a tvrz Vlksice, Dobřemilice, Voděrady, Kvašťov, Růženou, Číčovice, Větrov, Vratišov. Jan Tetour později koupil i díl, který připadl jeho bratrovi. Jan Tetour prodal v roku 1570 Jiříku Těmínovi z Těmic vlksickou tvrz s dvorem a s pivovarem. V držení jejich rodu byla ves do roku 1581, kdy Vlksice zakoupil Jan Mičan z Klinštejna, který však byl nucen pro dluhy prodat vlksický statek v roce 1597 hejtmanu vltavského kraje Přechovi z Hodějova. V roce 1610 zdědil Vlksice jeho synovec Smil z Hodějova. Jeho majetek byl ale zabaven, protože po Bílé hoře ujel s králem Fridrichem Falckým z Čech. Byl dán do klatby a jeho jméno bylo přibito na šibenici. V roce 1621 koupil Vlksice Pavel Michna z Vacínova, který statek, tvrz, pivovar, ves Branišovice, Hněvanice, Záluží, zanedlouho roku 1628 prodal.
Další majitel Mikuláš starší Bechyně z Lažan prodal v roce 1637 Vlksice a okolní vesnice Dobřemilice, Střítež, Kvašťov, Klokočov,Vratišov, Hněvanice, Branišovice, Záluží Adamu Bedřichu Doudlebskému z Doudleb. Po jeho smrti došlo k rozdělení statku mezi jeho syny. Díl vlksický (tvrz, dvůr ve Vlksicích, dvůr zvaný Jednota), převzal okolo roku 1669 Adamův syn Oldřich. Druhý syn Jiří František obdržel nadějkovské panství a dvůr Větrov. Oldřich však byl špatným hospodářem. V letech 1675–1676 skoupil podíly Jan Oldřich z Klebelsbergu, který vše prodal v roce 1686 Hyacintu Hohmannovi, opatovi premonstrátského kláštera na Strahově v Praze. Zbytek někdejšího příslušenství statku odkoupil opat Hyacint Hohmann v roce 1689 od rytíře Jana Rudolfa Brandlínského ze Štěkře a připojil k majetku milevského kláštera.
Škola byla postavená roku 1876 v Přeštěnicích. Školní budova byla postavená na náklady Přeštěnice a nedaleké Týnice. Vesnice Vlksice a Dobřemilice, které zprvu přislíbily finanční účast, odstoupily. Vyučovat se začalo 15. září 1877 pro děti z Přeštěnic, Mlčkova a Týnice. Vlksické děti docházely do školy v Božeticích. Později od roku 1881 začaly docházet do přeštěnické školy, ale ves musela zaplatit příspěvek na stavbu.
Sbor dobrovolných hasičů byl v obci založený roku 1903. Od roku 1893 do roku 1907 měl vlksický dvůr v nájmu hospodář František Mašek. Po absolvování hospodářské školy v Táboře převzal po svém otci zdejší velkostatek. Byl výborným hospodářem, který vnesl do zastaralé zemědělské práce spoustu novinek a zdokonalení. Už v roce 1898 si pořídil první odstředivku na mléko v milevském okrese. Účastnil se hospodářských výstav, přispíval články s hospodářskou tematikou do místních novin. Byl zvolený starostou Tábora a později roku 1920 poslancem a senátorem. V roce 1930 měly Vlksice 182 obyvatel a 34 domů.

## Obyvatelstvo
| Rok            | 1869 | 1880 | 1890 | 1900 | 1910 | 1921 | 1930 | 1950 | 1961 | 1970 | 1980 | 1991 | 2001 | 2011 | 2021 |
| -------------- | ---- | ---- | ---- | ---- | ---- | ---- | ---- | ---- | ---- | ---- | ---- | ---- | ---- | ---- | ---- |
| Počet obyvatel | 601  | 559  | 554  | 487  | 438  | 472  | 429  | 312  | 311  | 246  | 228  | 188  | 139  | 137  | 141  |
| Počet domů     | 72   | 73   | 75   | 75   | 76   | 77   | 79   | 79   | 69   | 62   | 57   | 59   | 74   | 75   | 76   |

## Obecní správa
Mezi lety 1850–1976 byly Vlksice obcí v okrese Milevsko (1850–1950) a později v okrese Písek. Od 1. dubna 1976 do 23. listopadu 1990 patřily jako část obce k Přeštěnici a od 24. listopadu 1990 jsou opět samostatnou obcí.

### Místní části
Obec Vlksice se skládá ze čtyř částí na dvou katastrálních územích
- Dobřemilice (leží v k. ú. Střítež u Milevska)
- Klokočov (leží v k. ú. Střítež u Milevska)
- Střítež (k. ú. Střítež u Milevska)
- Vlksice (i název k. ú.)

Na katastrální území Střítež u Milevska zasahuje i osada Číčovice ze sousedního okresu.
V letech 1850–1962 k obci patřila i Radihošť.

### Obecní symboly
Znak a vlajka byly obci uděleny rozhodnutím předsedy Poslanecké sněmovny Parlamentu České republiky dne 11. dubna 2008.

## Pamětihodnosti
- Návesní kaple je z roku 1900.[9] Kaple má pozoruhodnou stavební úpravu. Nad vchodem do kaple je miniaturní kruchta.
- Před kaplí se nachází kamenný kříž. Na spodním podstavci je datace 1845.
- U vchodu do kaple se nalézá pomník padlým spoluobčanům v první světové válce.
- Tvrz Vlksice vznikla v první polovině 16. století. Byla vystavěna na vyvýšeném místě ve vsi, na jihovýchodní straně. Obdélná kamenná budova je jednopatrová. Později byla tvrz využívaná jako sýpka a skladiště. V přízemí a zčásti v poschodí jsou původní klenby.[4] Na vnějších zdech tvrze a na ohradní zdi dvora jsou viditelné zbytky renesančních sgrafit.

## Osobnosti
- František Mašek (1893–1943), plukovník generálního štábu in memoriam, odbojář

## Galerie

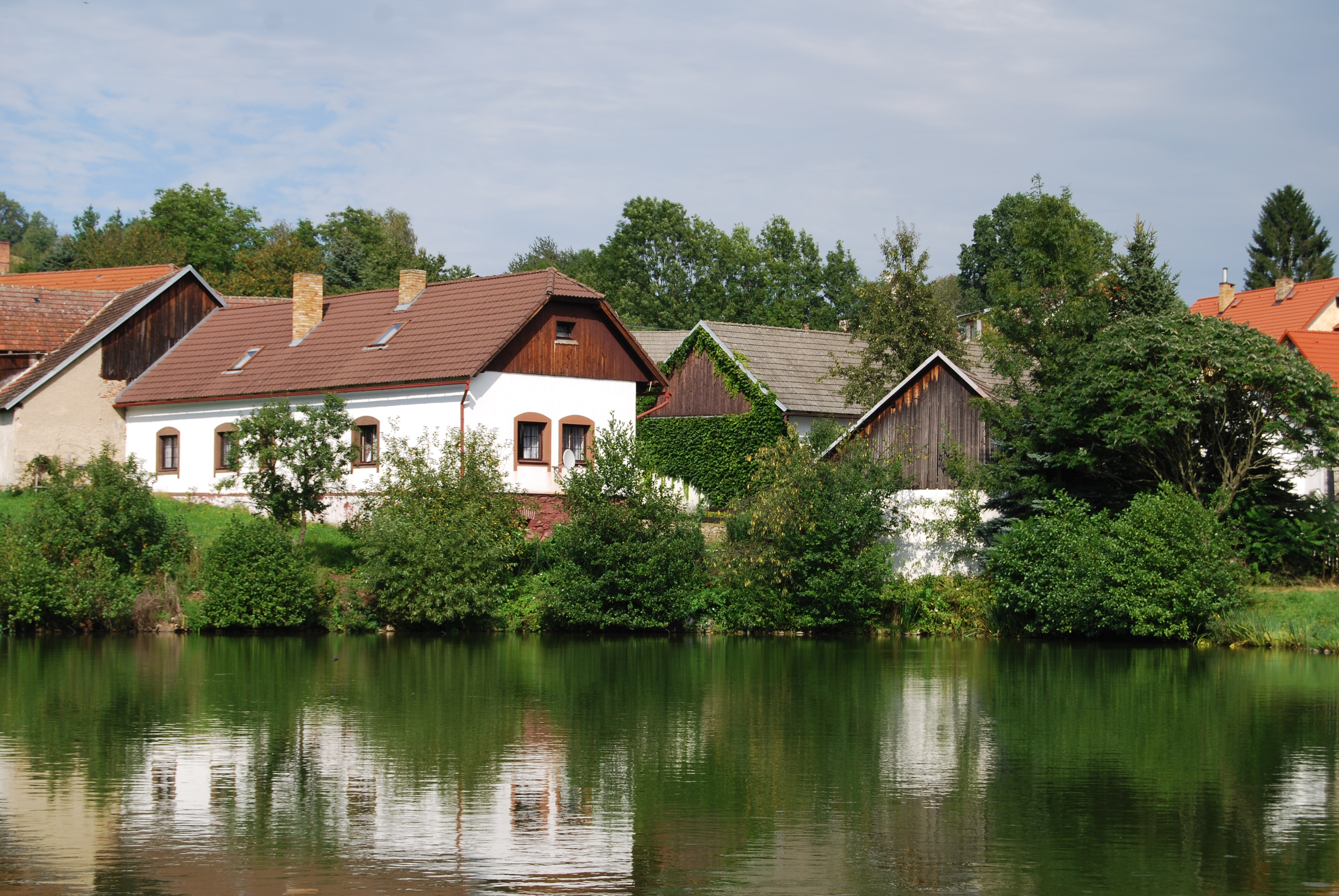
Stavení v obci
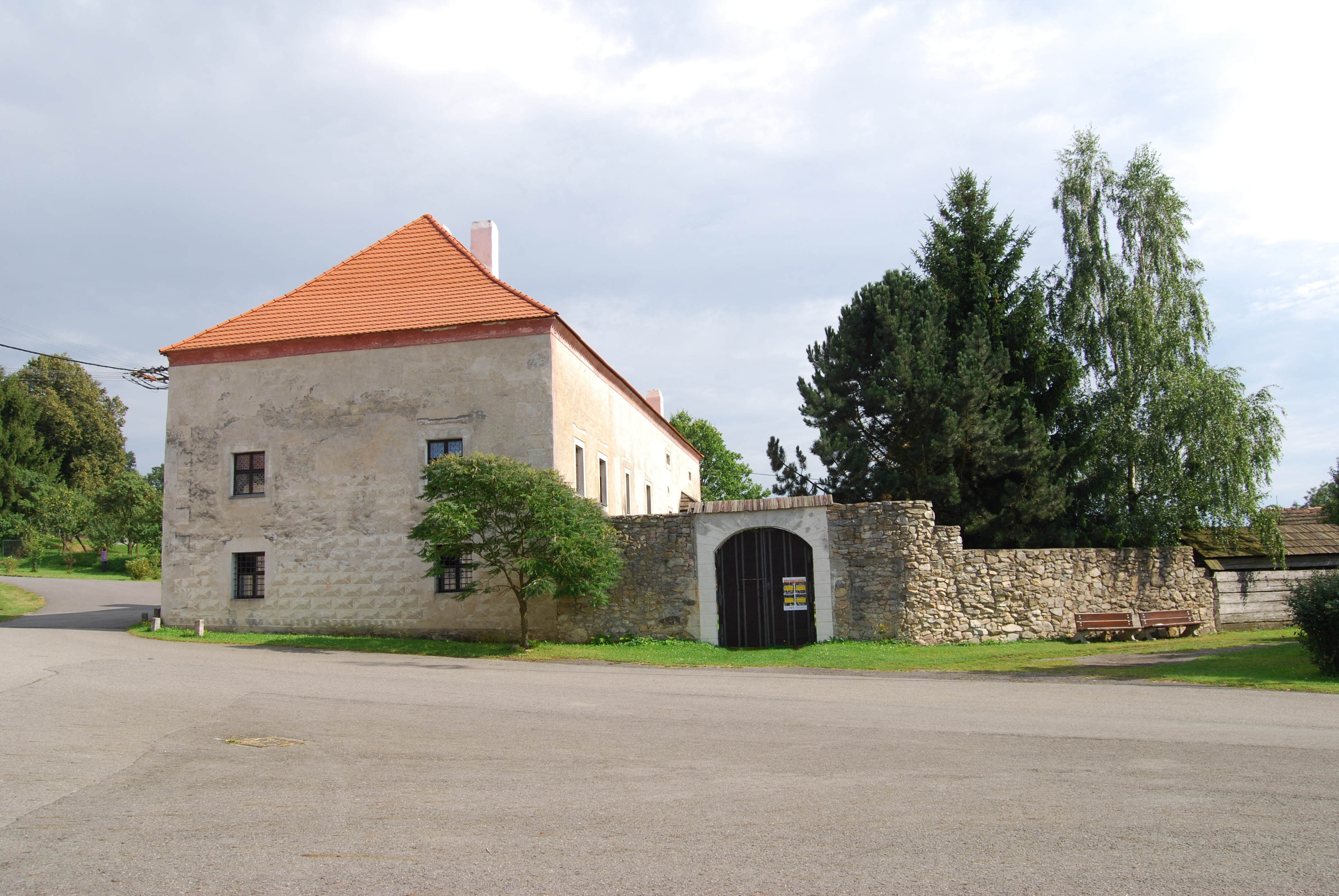
Vlksická tvrz
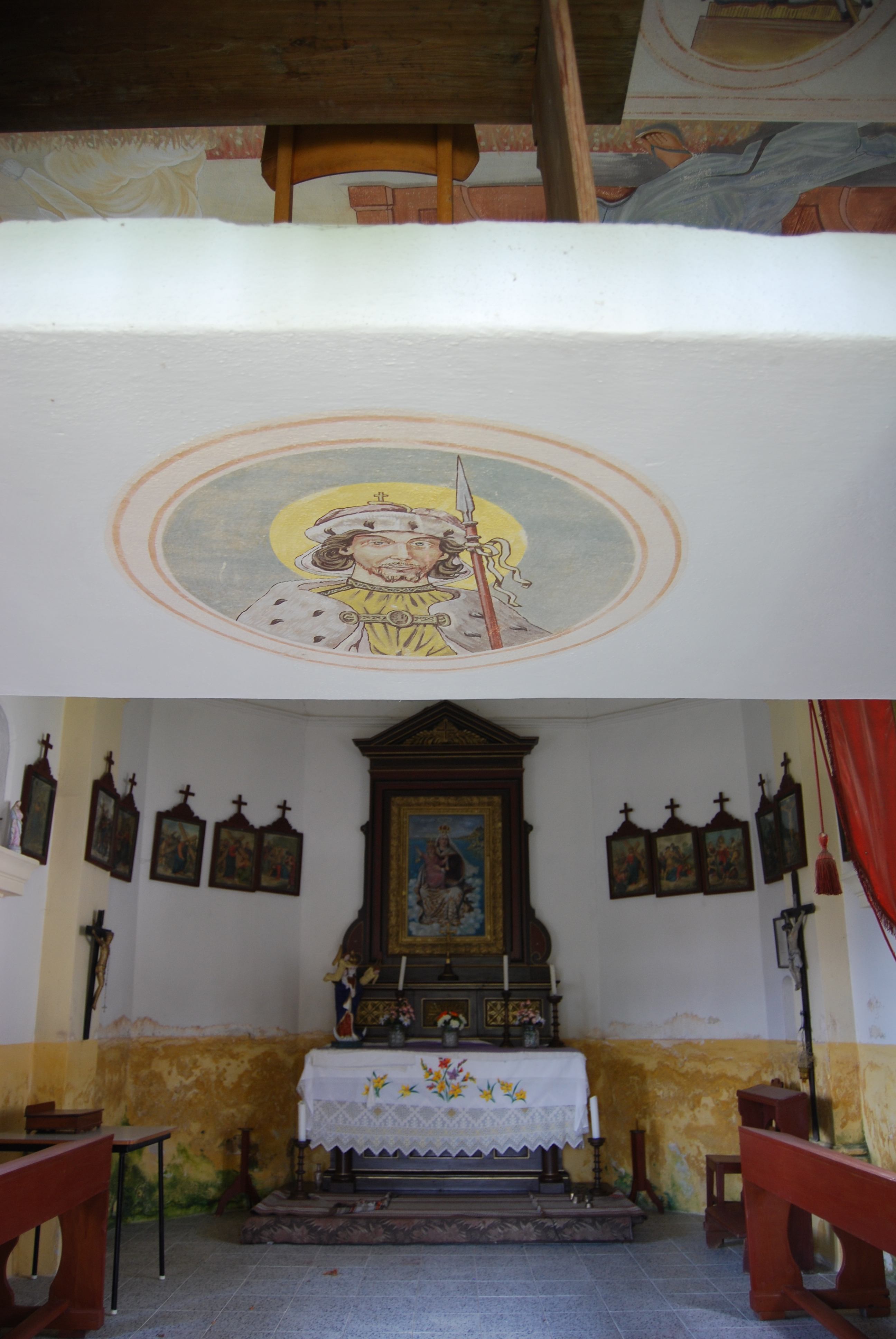
Interiér kaple
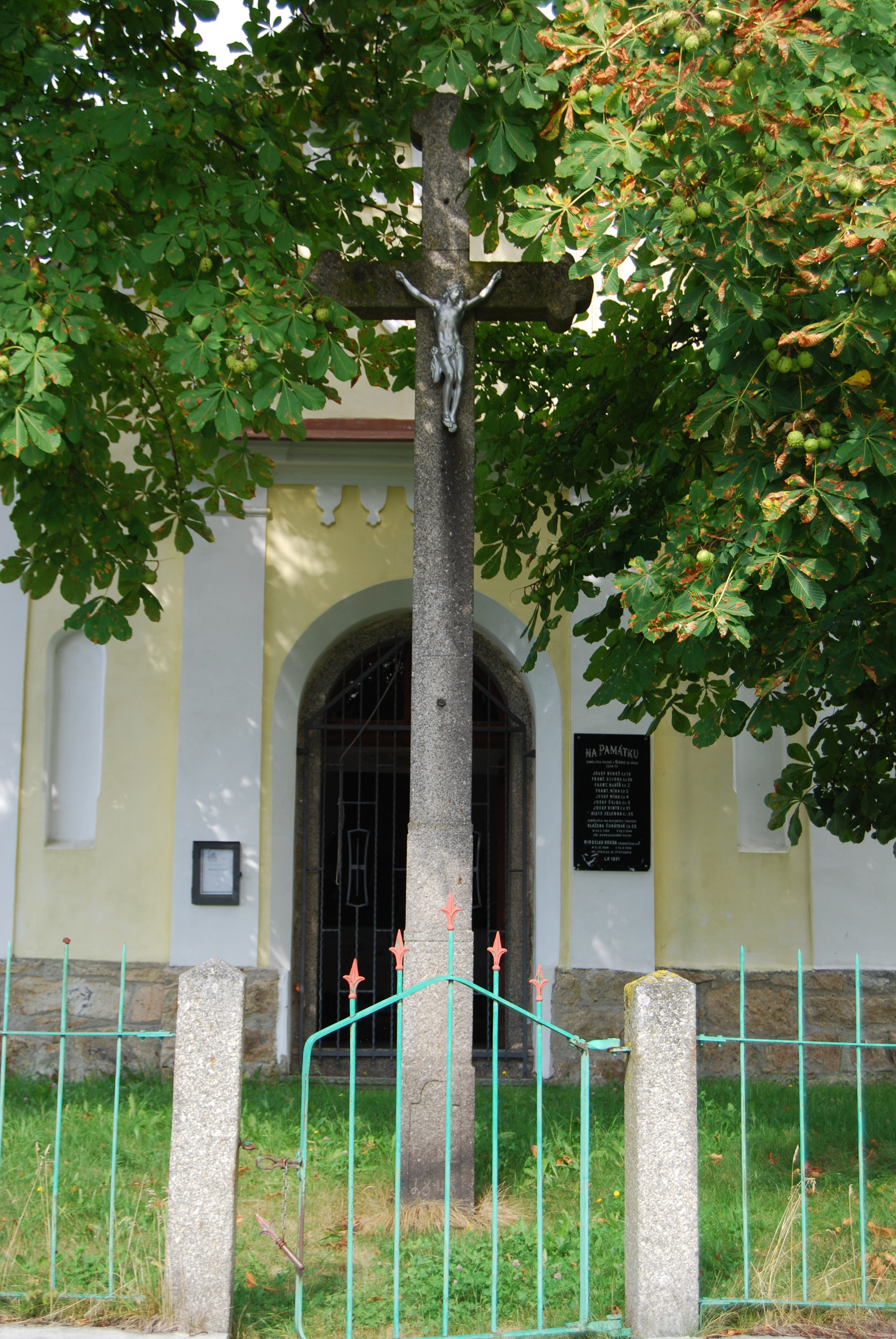
Kříž před návesní kaplí